# Exomilus dyscritos
Exomilus dyscritos é uma espécie de gastrópode do gênero Exomilus, pertencente a família Raphitomidae.